# Oraison
Oraison – miejscowość i gmina we Francji, w regionie Prowansja-Alpy-Lazurowe Wybrzeże, w departamencie Alpy Górnej Prowansji.

## Demografia
Według danych na rok 1990 gminę zamieszkiwało 3509 osób, a gęstość zaludnienia wynosiła 91 osób/km². W styczniu 2015 r. Oraison zamieszkiwały 5732 osoby, przy gęstości zaludnienia wynoszącej 148,7 osób/km².